# Echinocystis
Échinocyste
Genre
Echinocystis est un genre de plantes à fleurs de la famille des Cucurbitacee.

## Liste d'espèces
- Echinocystis lobata (Michx.) Torr. & A.Gray